# Sovrani del Montenegro

## Governatori di Doclea (c.900-1186)
| Primi governatori di Doclea |          | |
| Name                        | Reign    | Notes |
| Arconte Petar               | c.854    | Conosciuto anche col nome di Predimir. Egli fu Principe di Doclea, Travunia, Zahumlje e Podgoria (Transmontana). |
| Hvalimir I                  | c.900    | figlio dell'Arconte Petar                                                                                        |
| Silvestro                   | ca. 900  | figlio di Boleslavo, Principe di Travunia e nipote di Hvalimir I                                                 |
| Tugomir                     | ca. 900  | figlio di Silvestro                                                                                              |
| Hvalimir II                 | ca. 900  | figlio di Tugomir                                                                                                |
| Petrislavo                  | 971-990  | figlio di Hvalimir II. Ereditò dal fratello Miroslav il dominio di Podgoria (Transmontana).                      |
| Jovan Vladimir              | 990-1016 | conosciuto anche con il nome di San Jovan Vladimir. Figlio di Petrislavo.                                        |

Principe Dragomiro, vassallo bizantino (1016-1034)

### Casa di Vojislavljević
- Stefan Dobroslav I Vojislav (c.1034–1050)
- Mihailo I (c.1050–1081) - Primo Re della dinastia.
- Costantino Bodin (1081–1101)
- Mihailo II e Dobroslav II (1101-1102), figlio di Bodin
- Dobroslav III (1102)
- Kočopar (1102–1103)
- Vladimir (1103–1113), nipote di Bodin
- Đorđe (1113–1118) 1º governo, figlio di Bodin
- Grubeša (1118–1125)
- Đorđe (1125–1131) 2º governo, figlio di Bodin
- Gradihna (1131–1146)
- Radoslav (1146-1162), figlio di Gradihna
- Mihailo III (1162-1186) ultimo reggente di Doclea

## Casa di Nemanjić (1186-1355)
- Gran Župan Stefan Nemanja (1166-1199)
- Vukan II Nemanjić (1196-1208), governatore di Zeta
- Re Stefan Prvovenčani (Stefano il Primo incoronato) (1199-1228)
- Đorđe Nemanjić (1208-1243), governatore di Zeta
- Re Stefan Radoslav (1228-1233)
- Re Stefan Vladislav I (1234-1243)
- Re Stefan Uroš I (1243-1276)
- Re Stefan Uroš II Dragutin (1276-1282)
- Re Stefan (Uroš II) Milutin (1282-1321)
- Re Stefan Uroš III Dečanski (1321-1331)
- Re e Zar Stefan Uroš IV Dušan (Dušan il Mitico) (1331-1355), Re di Serbia (1331-1346), Zar dei Serbi e dei Greci (1346-1355)

## Governatori del Principato di Zeta (1356-1516)

### Casa di Balšić
- Balša I (1356–1362)
- Đurađ I (1362–1378)
- Balša II (1378–1385)
- Đurađ II (1385–1403)
- Balša III (1403–1421), prima di morire, Balša III lasciò il trono allo zio, il Despota Stefan Lazarević

### Despotato (1421-1451)
- Despota Stefan Lazarević (1421-1427)
- Despota Đurađ Branković (1427-1435)

### Casa di Crnojević
- Stefan I Crnojević (1435–1465)
- Ivan Crnojević (1465–1490)
- Đurađ IV Crnojević (1490–1496)
- Stefan II Crnojević (1496-1498)
- Ivan II Crnojević (1498-1515)
- Đurađ V Crnojević (1515-1516)

## Governatori del Montenegro (1516-1918)

### Vladika (Principi-Vescovi) del Montenegro (1516-1696)
- Vavil (Vladika dal 1493) (1516 - 1520)
- German II (1520 - 1530)
- Pavle (1530 - 1532)
- Vasilije I (1532 - 1540)
- Nikodim (1540)
- Romil (1540 - 1559)
- Makarije (1560 - 1561)
- Ruvim I (1561 - 1569)
- Pahomije II Komanin (1569 - 1579)
- Gerasim (1575 - 1582)
- Venijamin (1582 - 1591)
- Nikanor (1591 - 1593)
- Stefan (1591 - 1593) (con Nikanor)
- Ruvim II Boljević-Njegos (1593 - 1636)
- Trono vacante (1636 - 1639)
- Mardarije I Kornečanin (1639 - 1649)
- Visarion I (1649 - 1659)
- Mardarije II Kornečanin (1659 - 1673)
- Ruvim III Boljević (1673 - 1685)
- Vasilije II Velikrasić (1685)
- Visarion II Bajica (1685 - 1692)
- Vacante (1692 - 1694)
- Sava I Kaluđerović (1694 - luglio 1696)

### Vladika (Principi-Vescovi) del Montenegro della Casa di Petrović-Njegoš (1696-1766)
- Danilo I Šćepčev (luglio 1696 - 22 gennaio 1735)
- Sava II (22 gennaio 1735 - 9 marzo 1781)
- Vasilije III (1750 - 21 marzo 1766) (con Sava II)

### Zar del Montenegro (1769 - 1773)
- Šćepan "Mali" ("il Piccolo") (ottobre 1767 - 9 ottobre 1773) Si spacciò per lo zar Pietro III, in realtà morto in prigionia, dal 1767 al 1769. Venne poi proclamato Zar del Montenegro nel 1769, rimanendo in carica fino al 1773

### Vladika (Principi-Vescovi) del Montenegro della Casa di Petrović-Njegoš (1773 - 1852)
- Arsenije II Plamenac (9 marzo 1781 - marzo 1782) (Reggente)
- Petar I (marzo 1782 - 30 ottobre 1830)
- Petar II (30 ottobre 1830 - 31 ottobre 1851)
  - Pero Petrovic-Njegos (1º novembre 1851 - 13 gennaio 1852) (Reggente; assume il titolo, ma non la posizione di Principe)
- Danilo II (13 gennaio 1852 - 13 marzo 1852)

### Principi del Montenegro (1852-1910)

#### Casa di Petrović-Njegoš
- Danilo I (13 marzo 1852 - 13 agosto 1860)
- Nicola I (13 agosto 1860 - 28 agosto 1910)

### Re del Montenegro (1910-1918)

#### Casa di Petrović-Njegoš
- Nicola I (28 agosto 1910 - 26 novembre 1918) (in esilio ad Antibes, Francia dal 15 gennaio 1916)

### Regnanti titolari del Montenegro (1918-1922)
- Nicola I (26 novembre 1918 - 1º marzo 1921)
- Danilo II (1º marzo - 7 marzo 1921)
- Michele I (7 marzo 1921 - 13 luglio 1922)

## Occupazione nazifascista (1941-1944)

### Governatori fascisti (1941-1943)
- Mihajlo Ivanović (de iure) (17 maggio 1941 - 23 luglio 1941)
- Conte Serafino Mazzolini (de facto) 19 aprile 1941 - 23 luglio 1941)
- Principe Alessandro Pirzio Biroli (23 luglio 1941 - 13 luglio 1943)
- Conte Curio Barbasetti di Prun (13 luglio 1943 - 10 settembre 1943)

### Governatori nazisti (1943-1944)
- Theodor Geib (10 settembre 1943 - 1º giugno 1944)
- Wilhelm Keiper (1º giugno 1944 - 15 dicembre 1944)

## Pretendenti al trono montenegrino (dal 1922)
- Michele I (1922 - 1986)
- Nicola del Montenegro (1986 - )